# Speedcar Series 2008
Speedcar Series 2008 var den första säsongen av stockcarmästerskapet, Speedcar Series. Säsongen kördes mellan 17 februari och 12 april och vanns av Johnny Herbert.

## Tävlingskalender
| Datum         | Bana                          | Segrare Race 1 | Segrare Race 2    |
| ------------- | ----------------------------- | -------------- | ----------------- |
| 17 februari   | Sentul International Circuit  | Jean Alesi     | Uwe Alzen         |
| 22 mars       | Sepang International Circuit  | Jean Alesi     | Uwe Alzen         |
| 5 april       | Bahrain International Circuit | David Terrien  | Gianni Morbidelli |
| 12 april 2008 | Dubai Autodrome               | Johnny Herbert | Johnny Herbert    |

## Slutställning
| Plats | Förare                                   |
| ----- | ---------------------------------------- |
| 1     | Johnny Herbert, Storbritannien           |
| 2     | David Terrien, Frankrike                 |
| 3     | Uwe Alzen, Tyskland                      |
| 4     | Jean Alesi, Frankrike                    |
| 5     | Gianni Morbidelli, Italien               |
| 6     | Nicolas Navarro, Frankrike               |
| 7     | Mathias Lauda, Österrike                 |
| 8     | Ananda Mikola, Indonesien                |
| 9     | Marchy Lee, Hongkong                     |
| 10    | Fabien Giroix, Frankrike                 |
| 11    | Klaus Ludwig, Tyskland                   |
| 12    | Stefan Johansson, Sverige                |
| 13    | Hasher Al Maktoum, Förenade Arabemiraten |
| 14    | Jacques Villeneuve, Kanada               |
| 15    | Ukyo Katayama, Japan                     |
| 16    | JJ Lehto, Finland                        |
| 17    | Alex Yoong, Malaysia                     |
| 18    | Heinz-Harald Frentzen, Tyskland          |
| 19    | Christian Danner, Tyskland               |